# شارل العاشر ملك فرنسا
شارل العاشر (بالفرنسية: Charles X)‏ (9 أكتوبر 1757 في فرساي - 6 نوفمبر 1836 في غوري، إيطاليا) ملك فرنسا من 16 سبتمبر 1824 حتى 2 أغسطس 1830. عُرف لمعظم حياته بكونه كونت مقاطعة أرتوا. كان عم لويس السابع عشر غير المتوج والأخ الأصغر للملكين لويس السادس عشر ولويس الثامن عشر، وقدّم دعمه للويس الثامن عشر في المنفى. وبعد استعادة بوربون في عام 1814، أصبح شارل (بكونه الوريث المفترض) قائدًا للملكيين المتشددين، وهم فصيل ملكي راديكالي ضمن البلاط الفرنسي وأكدت حكمها من خلال حق الملوك الإلهي وعارضت التنازلات تجاه الليبراليين وضمانات الحريات المدنية الممنوحة بموجب ميثاق عام 1814. اكتسب شارل تأثيره ضمن البلاط الفرنسي بعد اغتيال ابنه شارل فرديناند، دوق بيري، في عام 1820 وفي نهاية المطاف تولّى الخلافة من أخيه في عام 1824.
أثبت حكمه الذي استمر لمدة ست سنوات أنه لم يتمتع بأية شعبية تذكر منذ لحظة تتويجه في عام 1825، الذي حاول من خلاله أن يحيي ممارسات اللمسة الملكية. دفقت الحكومات المعينة في ظل حكمه التعويضات لمالكي الأراضي السابقين مقابل القضاء على الإقطاعية على حساب حاملي الأسهم، وزادت قوة الكنيسة الكاثوليكية، وأعادت فرض عقوبة الإعدام على تدنيس المقدسات، وهو الأمر الذي أدى بدوره إلى صراع مع الأغلبية الليبرالية من مجلس النواب. أطلق شارل أيضًا الغزو الفرنسي على الجزائر ليكون بذلك طريقة لتشتيت انتباه مواطنيه بعيدًا عن المشاكل الداخلية. وفي نهاية المطاف، عيّن حكومة كونسيرفاتية تحت رئاسة الأمير جول دي بولينياك الذي هُزم في الانتخابات التشريعية الفرنسية في عام 1830. ردّ من خلال مراسيم يوليو بحل مجلس النواب وقلل حق الانتخاب وأعاد فرض الرقابة على الصحافة. وما هو إلا أسبوع حتى واجهت فرنسا أعمال شغب أدت إلى ثورة يوليو في عام 1830 التي نتج عنها تنازله عن عرشه وانتخاب لويس فيليب الأول ليكون ملكًا لفرنسا. نُفي شارل مجددًا وفارق الحياة في عام 1836 في غوريتسيا التي كانت حينها جزء من إمبراطورية النمسا. كان آخر الحكام الفرنسيين من الفرع الأكبر من آل بوربون.

## الطفولة والمراهقة

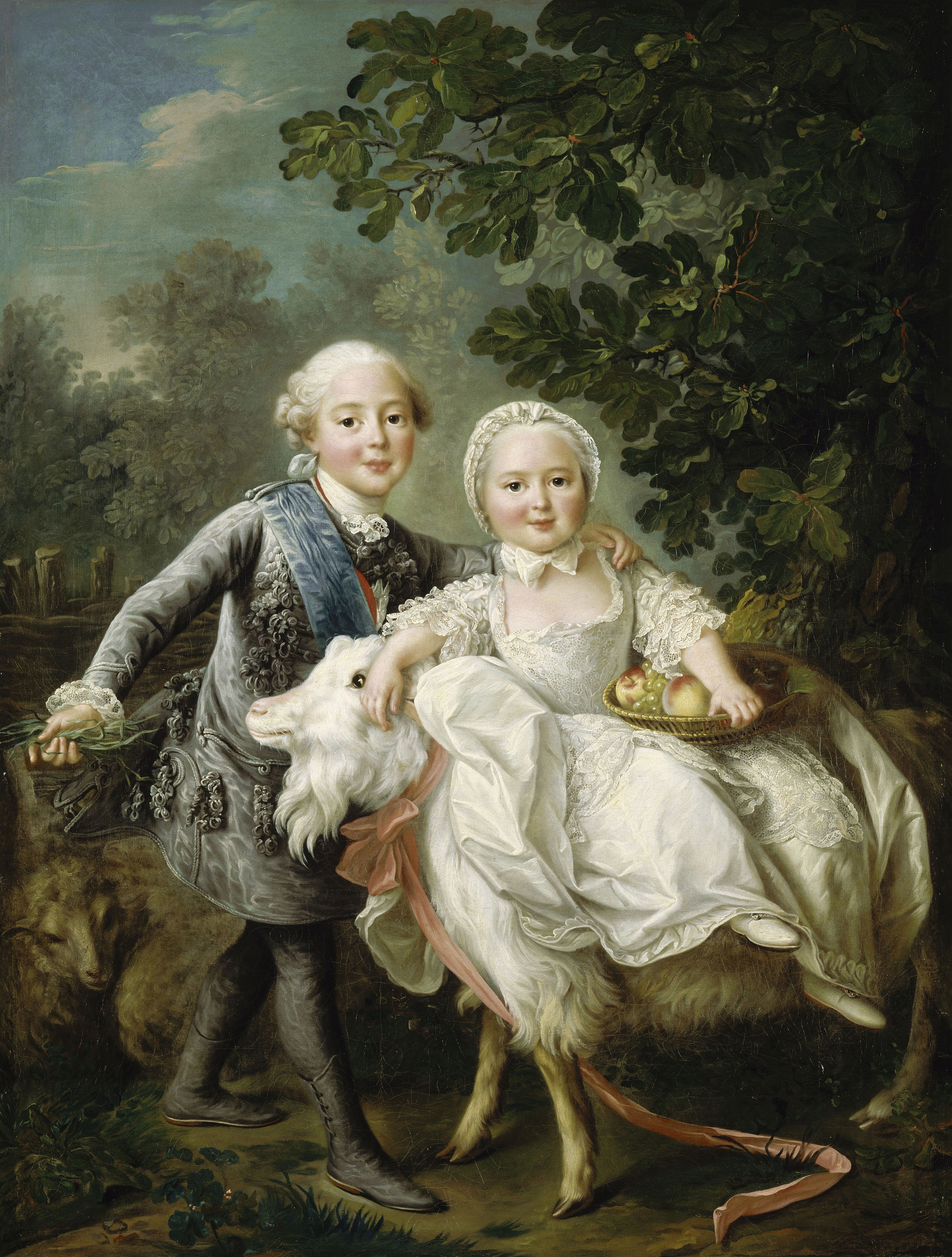
كونت أرتوا وأخته السيدة كلوتيلد

ولد شارل فيليب ملك فرنسا في عام 1757، وكان الابن الأصغر للويس، دوفين فرنسا، وزوجته الدوفينة ماري جوزيف في قصر فرساي. وعند ولادة شارل، جعله جده الملك لويس الخامس عشر كونتًا لأرتوا. كان شارل الذكر الأصغر في العائلة وهو الأمر الذي جعله لا يبدو محتملًا أن يصبح ملكًا. فارق أخوه الأكبر لويس دوق برغندي الحياة بشكل مفاجئ في عام 1761 وهذا ما حرّك شارل قفزة إضافية على خط الخلافة. في أوائل طفولته، ربّته السيدة مرسان التي كانت مربية للأطفال الملكيين في فرنسا. فارق والده الحياة في عام 1765، وعندها أصبح أكبر أخوته الأحياء لويس أوغست الدوفين الجديد (ولي عهد العرش الفرنسي). أما والدتهم ماري جوزيف فلم تتعافَ من فقدان زوجها إلى أن فارقت الحياة في شهر مارس من عام 1767 بسبب إصابتها بمرض السل. جعل ذلك من شارل يتيمًا وهو في سن التاسعة مع أشقته لويس أوغست ولويس ستانيسلاس كونت بروفينس وكلوتيلدا (مدام كلوتيلدا) وإليزابيث (مدام إليزابيث).
شعر لويس الخامس عشر بالمرض في السابع والعشرين من أبريل عام 1774 وفارق الحياة في العاشر من مايو بسبب مرض الجدري عن عمر يناهز 64. تولّى حفيده لويس أوغست الخلافة عنه ليكون ملك فرنسا لويس السادس عشر.

## زواجه وحياته الخاصة
في نوفمبر 1773، تزوج شارل من ماري تيريز من سافوي.
في عام 1775، ولدت ماري تيريز الطفل لويس أنطوان الذي عينه لويس السادس عشر دوقًا لأنغوليم. كان لويس أنطوان أول أعضاء الجيل القادم من عائلة بوربون لأن الملك وكونت بروفينس لم ينجبا أي أطفال بعد، وهو الأمر الذي جعل الكاتبات الهجائيات الفرنسيات (مؤلِّفات نشرات دعائية يقومون بتوزيع مناشير فضائح عن الشخصيات البارزة في البلاط والسياسة) يسخرون من العجز المزعوم للويس السادس عشر. وفي عام 1778 بعد ثلاث سنوات، وُلد ابن شارل الثاني، شارل فيرديناند وحصل على لقب دوق بيري. وفي العام ذاته، وضعت الملكة ماري أنطوانيت مولودتها الأولى، ماري تيريز فبددت كل الشائعات التي طالتها بشأن عدم قدرتها على إنجاب الأطفال. كان شارل يعتبر الفرد الأكثر جاذبية في عائلته وكان يشبه جده لويس الخامس عشر لحد كبير. أما زوجته فاعتبرها معظم المعاصرين أنها قبيحة للغاية فبحث عن شريكة له في علاقات عدة خارجة عن زواجه. ووفقًا لكونت هيزيكس، «كانت جميلات قلائل قاسيات معه».
كانت آن فيكتوار ديرفيو من بين أبرز عشيقاته. وفي وقت لاحق، دخل علاقة حب على مدى الحياة مع الجميلة لويز دي بولاسترون التي كانت أخت زوج صديقة ماري أنطوانيت المقربة، دوقة بوليناك. أنشأ شارل علاقة صداقة وطيدة مع ماري أنطوانيت نفسها، التي قابلها للمرة الأولى عند وصولها إلى فرنسا في أبريل عام 1770، وكان حينها في الثانية عشر من عمره. جمعته بها علاقة قريبة للغاية لدرجة جعلت مروجي الشائعات الباريسيين يتهمونه زورًا بأنه قد قام بإغوائها. وبكونه جزءًا من الوسط الاجتماعي الخاص بماري أنطوانيت، غالبًا ما ظهر شارل مقابلها في المسرح الخاص في ملاذها الملكي المفضل، بوتيت تريانون. لقد قيل عن كليهما أنهما من الممثلين الهواة الموهوبين. مثّلت ماري أنطوانيت دور الفتيات الحلابات وراعيات الغنم وسيدات الريف، بينما لعب شارل دور العاشقين والخدم والمزارعين. هناك قصة شهيرة عنهما وتشمل بناء شاتو دي باغاتيل. اشترى شارل في عام 1775 قصرًا للصيد في بوا دي بولون. وسرعان ما هدم المنزل الموجود مع خطط لإعادة البناء.
راهنت ماري أنطوانيت صهرها بأنه لا يمكن إتمام بناء القصر الجديد في غضون ثلاثة أشهر. أسند شارل مهمة تصميم المنزل للمهندس المعماري النيوكلاسيكي فرانسوا جوزيف بيلانغر. وكسب رهانه مع إتمام بيلانجر للمنزل في غضون ثلاثة وستين يومًا. يُقدر أن المشروع، الذي احتوى على حدائق مشذبة، قد كلف أكثر من مليوني ليرة فرنسية. وخلال سبعينيات القرن الثامن عشر، أنفق شارل المال ببذخ. راكم ديونًا هائلة وصلت إلى 21 مليون ليرة فرنسية. في ثمانينيات القرن الثامن عشر، سدد الملك لويس السادس عشر ديون أخيه كونت بروفينس وكونت أرتوا. في عام 1781، عمل شارل بمثابة وكيل للإمبراطور الروماني المقدس جوزيف الثاني في تعميد ابنه بالمعمودية، الدوفين لويس جوزيف.

## الأزمة والثورة الفرنسية
بدأت صحوة شارل السياسية مع أول أزمة كبرى للنظام الملكي في عام 1786، عندما أصبح من الجلي أن المملكة قد أفلست من المساعي العسكرية السابقة (على وجه الخصوص حرب السبع سنوات وحرب الاستقلال الأميركية) واحتاجت الإصلاح المالي لكي تبقى. دعم شارل إزالة الامتيازات المالية للأرستوقراطية، لكنه عارض أي تقليل في الامتيازات الاجتماعية التي تتمتع بها الكنيسة الكاثوليكية الرومانية أو النبلاء. اعتقد أنه يتوجب إصلاح الشؤون المالية لفرنسا من دون إسقاط الحكم الملكي. وعلى حد قوله «إنه وقت الإصلاح وليس الإزالة».
وفي نهاية الأمر، دعا الملك لويس السادس عشر جمعية الممتلكات العامة، التي لم تجتمع منذ ما يتجاوز المئة وخمسين عامًا، إلى الاجتماع في مايو 1789 للتصديق على الإصلاحات المالية. إلى جانب شقيقته إليزابيث، كان شارل العضو الأكثر محافظةً في أسرته، وعارض مطالب الطبقة الثالثة (التي تمثل العامة) من أجل زيادة قوتهم التصويتية. أثار الأمر الانتقاد من قبل شقيقه الذي اتهمه بكونه «أكثر ملكية من الملك». في يونيو عام 1789، أعلن ممثلو الطبقة الثالثة أنفسهم جمعية وطنية تنوي تزويد فرنسا بدستور جديد.

## روابط خارجية
- شارل العاشر ملك فرنسا على موقع الموسوعة البريطانية (الإنجليزية)
- شارل العاشر ملك فرنسا على موقع إن إن دي بي (الإنجليزية)